# Edin Hasanović

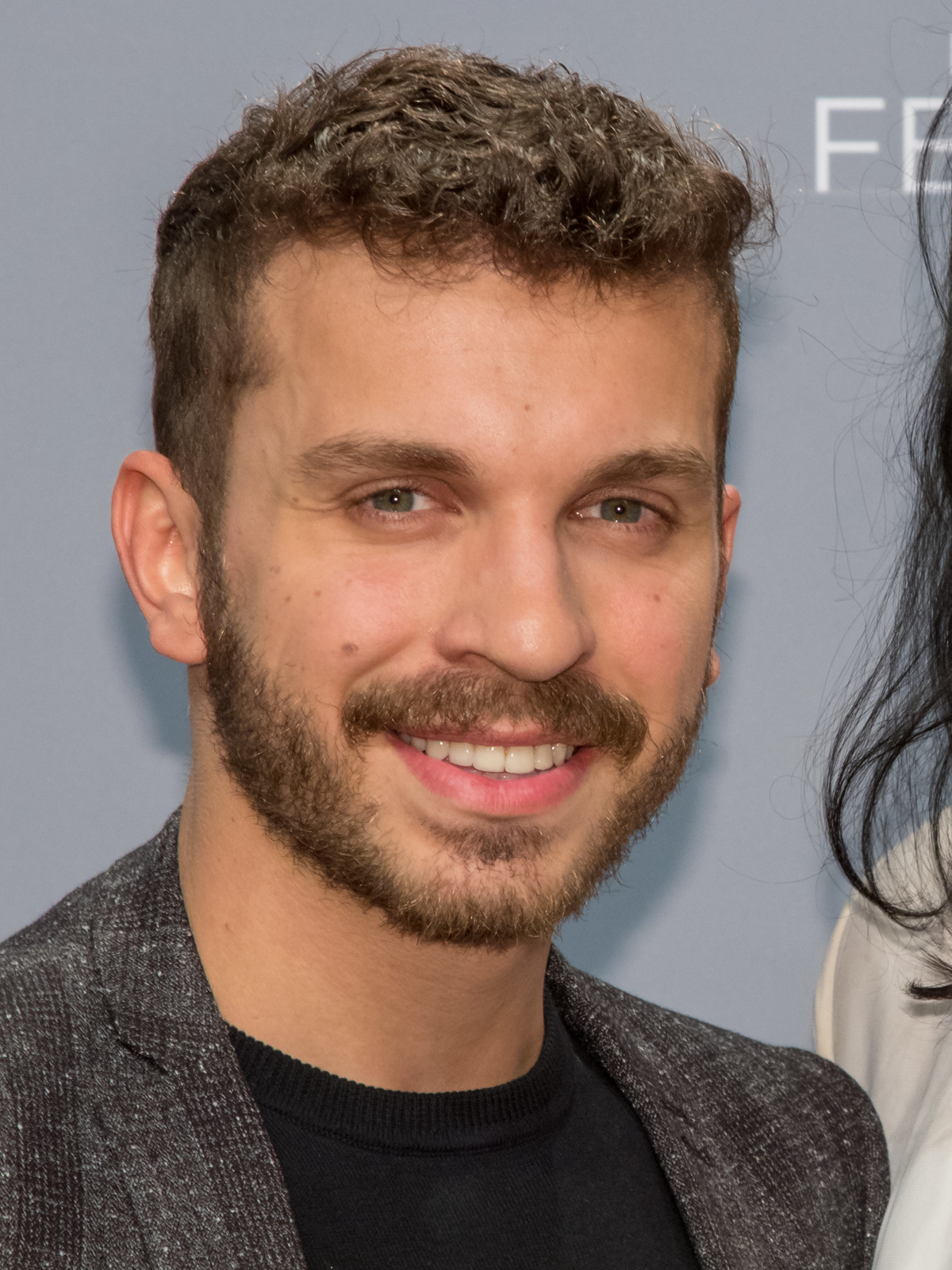
Edin Hasanović beim Deutschen Fernsehpreis 2018

Edin Hasanovic ([ˈɛdiːn haˈzaːnovɪt͡ʃ], * 2. April 1992 in Zvornik, Republik Bosnien und Herzegowina) ist ein deutscher Schauspieler und Moderator.

## Leben
Edin Hasanovic wurde zu Beginn des Bosnienkrieges in Zvornik, einer bosnischen Stadt an der Grenze zu Serbien, geboren. Seine Mutter floh wenige Monate später mit dem Säugling nach Deutschland. 2011 legte er an der Heinrich-Schliemann-Oberschule in Berlin-Prenzlauer Berg sein Abitur ab. Eigenen Angaben zufolge war er schon immer an der Schauspielerei interessiert. Der Kinderfilm Wer küsst schon einen Leguan? (2003) mit dem jungen Frederick Lau war der ausschlaggebende Schritt, professioneller Schauspieler zu werden. 2005 wurde Hasanovic bei einer Casting-Agentur vorstellig. Bereits eine Woche darauf folgten laut Hasanovic erste Engagements als Schauspieler – er wirkte 2005/06 in Thomas Langhoffs Theaterinszenierung von Botho Strauß’ Die Schändung am Berliner Ensemble mit und erhielt eine wiederkehrende Rolle als halbwüchsiger Bosnien-Flüchtling in der Fernsehserie KDD – Kriminaldauerdienst. Den Part des Enes gab er in allen drei Staffeln der von 2007 bis 2010 auf ZDF erstausgestrahlten Krimiserie.
2010 war Hasanovic mit kleinen Rollen in den Kinofilmen Picco und Die Fremde vertreten. Weitere Nebenrollen im Film und Fernsehen folgten, wobei er häufig auf die Figur des gewalttätigen Jugendlichen abonniert war. So war Hasanovic als mordverdächtiger Ganganführer in dem Fernsehfilm Kommissarin Lucas – Aus der Bahn (2010) zu sehen. 2012 wurde er in Der Wald steht schwarz und schweiget gemeinsam mit Frederick Lau, Tómas Lemarquis, Adrian Saidi und Theo Trebs als Entführer der Tatort-Kommissarin Lena Odenthal (Ulrike Folkerts) besetzt. Den Durchbruch als Schauspieler ebnete ihm im selben Jahr seine erste Kinohauptrolle in dem Drama Schuld sind immer die Anderen. In der Filmhochschulabschlussarbeit von Lars-Gunnar Lotz ist Hasanovic als jugendlicher Gewalttäter zu sehen, der in ein Erziehungscamp aufgenommen wird. Dort erkennt er in seiner Betreuerin (dargestellt von Julia Brendler) ein früheres Opfer wieder. Die deutsche Fachkritik lobte Hasanovic für seine Darstellung des aufbrausenden Straftäters, die ihm den Darstellerpreis des São Paulo International Film Festival, den Günter-Strack-Fernsehpreis sowie eine Nominierung für den Deutschen Filmpreis als bester Hauptdarsteller einbrachte: „Edin Hasanovics Ben ist eine Wucht; überwältigend, kraftvoll und zugleich authentisch, unprätentiös: vom abstoßend egoistischen Gewalttäter bis zum verstörten, schuldbewussten Jungen“, urteilte u. a. der deutsche film-dienst.
Neben der Arbeit bei Film und Fernsehen erscheint er in den komödiantischen YouTube-Videos von Robert Hofmann. Hasanovic führte nach 2018 wieder 2020 als Moderator durch die Verleihung des Deutschen Filmpreises 2020. In einer im Oktober 2019 ausgestrahlten Folge der Fernsehsendung Das Duell um die Welt ist Hasanovic Protagonist einer nicht als solche gekennzeichneten Inszenierung (Scripted Reality). Von 2019 bis 2021 nahm er an der Sendung Joko & Klaas gegen ProSieben teil.
2021 startete er zusammen mit Christine Westermann den Podcast Jung und Jünger. Seit 2024 läuft auf ZDFneo die durch ihn moderierte Sendung Edins Neo Night. Ab 2025 wird er neuer Frankfurter Tatort-Kommissar mit Melika Foroutan an der Seite.
Edin Hasanovic lebt in Berlin.

## Filmografie
- 2007: Schloss Einstein (Fernsehserie, 4 Folgen)
- 2007–2010: KDD – Kriminaldauerdienst (Fernsehserie, 16 Folgen)
- 2009: Flemming (Fernsehserie, Folge Der Tag ohne gestern)
- 2010: Picco
- 2010: Die Fremde
- 2010: Kommissarin Lucas – Aus der Bahn (Fernsehreihe)
- 2010: Tatort: Die Heilige (Fernsehreihe)
- 2011: Polizeiruf 110: Leiser Zorn (Fernsehreihe)
- 2012: Tatort: Der Wald steht schwarz und schweiget
- 2012: Schuld sind immer die Anderen
- 2012: Das Leben ist nichts für Feiglinge
- 2013: Die goldene Gans
- 2013: Tatort: Gegen den Kopf
- 2013: Weit hinter dem Horizont
- 2014: Mordsfreunde – Ein Taunuskrimi (Fernsehreihe)
- 2014: Das Attentat – Sarajevo 1914
- 2014: Dr. Gressmann zeigt Gefühle
- 2015: Schuld nach Ferdinand von Schirach (Fernsehserie, Folge Schnee)
- 2015: Herbert
- 2015: Mordkommission Istanbul – Club Royale (Fernsehreihe)
- 2015: Zum Sterben zu früh
- 2015: Nachtschicht – Wir sind alle keine Engel (Fernsehreihe)
- 2015, 2020: Löwenzahn (Fernsehserie, 2 Folgen)
- 2016: Familie Braun (Fernsehserie, 8 Folgen)
- 2016: Hey Bunny
- 2016: Mutter reicht’s jetzt
- 2016: Das Sacher
- 2016: Auf kurze Distanz
- 2017: Leg dich nicht mit Klara an
- 2017–2020: Der gute Bulle (Fernsehreihe)
  - 2017: Der gute Bulle (TV-Film)
  - 2019: Friss oder stirb
  - 2020: Nur Tote reden nicht
- 2017: Brüder
- 2017: Die Puppenspieler
- 2017: Nur Gott kann mich richten
- 2017–2018: You Are Wanted (Fernsehserie, 10 Folgen)
- 2018: Vermisst in Berlin
- 2018: Donna Leon – Endlich mein (Fernsehreihe)
- 2019: Rate Your Date
- 2019: Lara
- 2019: Mein Ende. Dein Anfang.
- 2019: Skylines (Fernsehserie, 6 Folgen)
- 2020: Aus dem Tagebuch eines Uber-Fahrers (Fernsehserie, Folge Bist du Ben?)
- 2020: Hello Again – Ein Tag für immer
- 2021: Je suis Karl
- 2021: Queens of Comedy
- 2021–2022: Wer ist…? (YouTube-Doku-Reihe für ZDFinfo)
- 2022: Im Westen nichts Neues
- 2022: Oh Hell (Fernsehserie)
- 2022: Kranitz – Bei Trennung Geld zurück (Fernsehserie, eine Folge)
- 2023: Trauzeugen
- 2024: Edins Neo Night
- 2024: Spieleabend
- 2024: Perfekt verpasst
- 2024: Sterben für Beginner (Fernsehfilm)
- 2024: Der Buchspazierer

## Auszeichnungen
- 2012: Darstellerpreis des São Paulo International Film Festival für Schuld sind immer die Anderen
- 2013: Nominierung für den Deutschen Filmpreis für Schuld sind immer die Anderen (Beste darstellerische Leistung – männliche Hauptrolle)
- 2013: Günter-Strack-Fernsehpreis für Schuld sind immer die Anderen
- 2013: Preis der Saarland Film GmbH des Günter Rohrbach Filmpreises für seine Rolle in Schuld sind immer die Anderen
- 2016: Goldene Kamera Nachwuchspreis
- 2016: Deutscher Fernsehkrimipreis, Bester Darsteller für Auf kurze Distanz
- 2016: Deutscher Comedypreis für Familie Braun
- 2020: Grimme-Preis, Bereich Fiktion, für seine Rolle in Skylines[10]